# Јиржетин под Једловом
Јиржетин под Једловом (чеш. Jiřetín pod Jedlovou) је насељено мјесто са административним статусом сеоске општине (чеш. obec) у округу Дјечин, у Устечком крају, Чешка Република.

## Становништво
Према подацима о броју становника из 2014. године насеље је имало 648 становника.